# Боргофорте (Мантова)
Боргофорте (итал. Borgoforte) је насеље у Италији у округу Мантова, региону Ломбардија.
Према процени из 2011. у насељу је живело 1048 становника. Насеље се налази на надморској висини од 22 м.

## Становништво
| 1936. | 1951. | 1961. | 1971. | 1981. | 1991. | 2001. | 2011. |
| ----- | ----- | ----- | ----- | ----- | ----- | ----- | ----- |
| 5.700 | 5.485 | 4.482 | 3.689 | 3.370 | 3.115 | 3.278 | 3.487 |